# Xã King, Quận Bedford, Pennsylvania
Xã King (tiếng Anh: King Township) là một xã thuộc quận Bedford, tiểu bang Pennsylvania, Hoa Kỳ. Năm 2010, dân số của xã này là 1.238 người.